# Giovannini (Coronel Fabriciano)
Giovannini é um bairro do município brasileiro de Coronel Fabriciano, no interior do estado de Minas Gerais. Localiza-se no distrito Senador Melo Viana, estando situado no Setor 4. Segundo o censo demográfico de 2022, realizado pelo Instituto Brasileiro de Geografia e Estatística (IBGE), sua população era de 2 759 habitantes e havia 1 104 domicílios particulares permanentes ocupados.
A área do atual bairro era ocupada pela Fazenda Giovannini, administrada pela Arquidiocese de Mariana e pelo paulista Alberto Giovannini. Na década de 1950, o terreno foi loteado e o bairro foi oficialmente criado, sendo o nome uma homenagem ao paulista, que colaborou em várias construções do núcleo residencial, como a Escola Estadual Alberto Giovannini e o primeiro terminal rodoviário de Coronel Fabriciano, a atual Rodoviária Velha.
Nas décadas seguintes, ocorreu o desenvolvimento comercial e infraestrutural da localidade, tornando-se uma das regiões mais populosas do município. Um ponto de referência do bairro é a Igreja Bom Pastor, que se destaca pelo seu mosaico feito com cerâmica em sua fachada. Através da Avenida Magalhães Pinto, o Giovannini constitui a principal ligação entre o Centro de Fabriciano e o distrito Senador Melo Viana.

## História

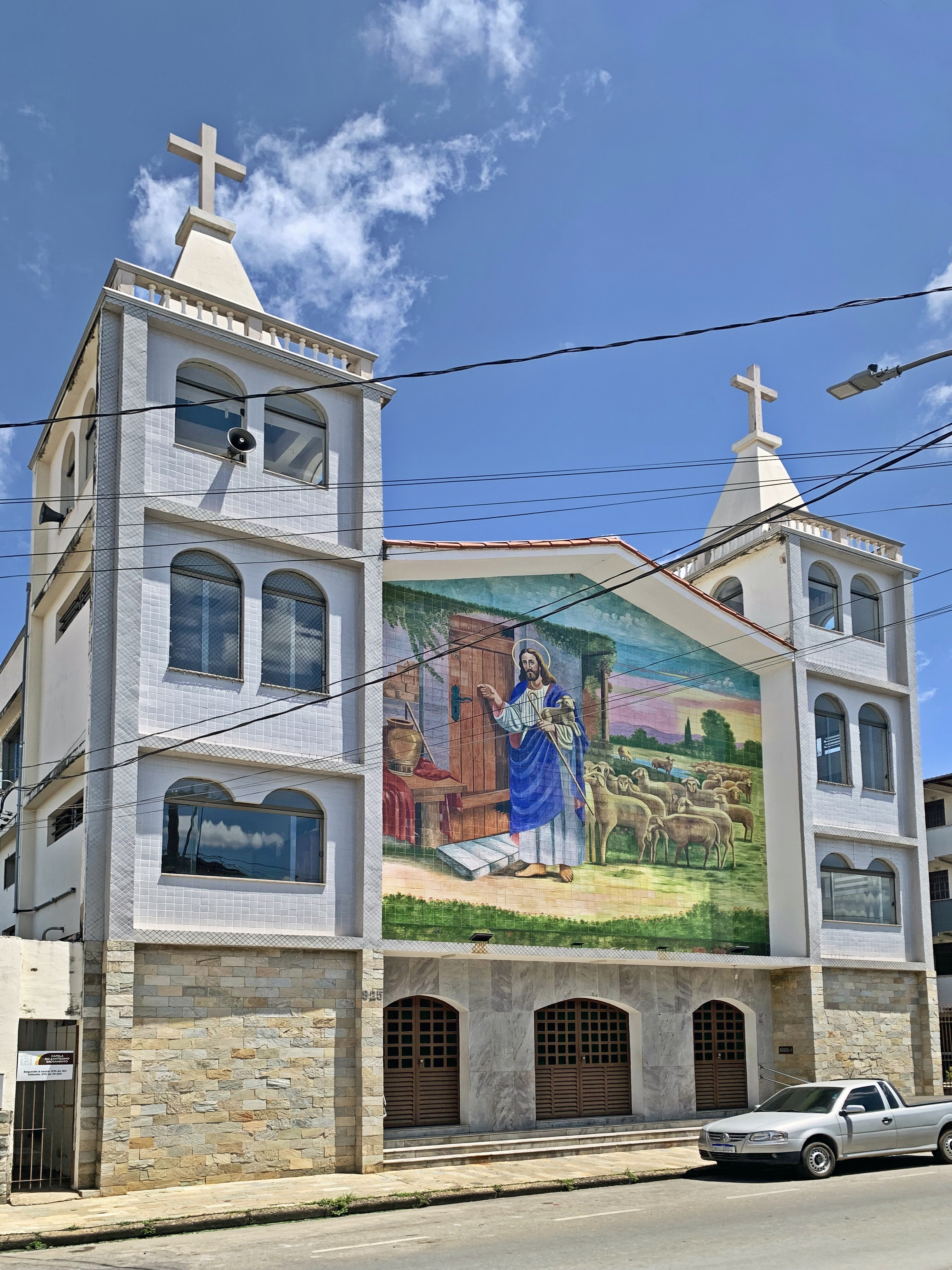
A Igreja Bom Pastor, cuja pedra fundamental foi lançada em 1978.

A área onde está situado o bairro Giovannini fora de posse da chamada Fazenda Giovannini. Parte das terras, da Avenida Governador José de Magalhães Pinto (então Avenida Dom Helvécio) até a região do Belvedere, era de responsabilidade de Alberto Giovannini, enquanto que o restante (da Magalhães Pinto à região do Júlia Kubitschek) pertencia à Arquidiocese de Mariana, por intermédio do pároco local, padre Rocha, também responsável pelas terras dos atuais bairros São Domingos, Recanto Verde e Bom Jesus, dentre outros.
Na década de 1950, o terreno foi loteado e assim transformado em bairro, cujo nome recebido constitui uma referência a Alberto Giovannini, nascido no município paulista de Queluz e presente em Coronel Fabriciano desde agosto de 1927, município onde veio a falecer a 25 de setembro de 1963.
Em Coronel Fabriciano, Alberto Giovannini atuou como empresário, comerciante, proprietário de terras e bancário, tendo inaugurado a primeira agência bancária da cidade — o Banco da Lavoura — e doado terrenos para a construção do primeiro cemitério municipal, o Cemitério Municipal Senhor do Bonfim, e da primeira escola estadual do município, inaugurada em 1969 e batizada de EE Alberto Giovannini. Também colaborou com as negociações da construção do primeiro terminal rodoviário de Fabriciano, local hoje conhecido como "Rodoviária Velha", onde se concentram lojas e apartamentos de classe baixa. Em 1978, ocorreu o lançamento da pedra fundamental da Igreja Bom Pastor, construída em uma área que vinha sendo usada pela população para a realização de eventos. O desenvolvimento estrutural e demográfico associado ao comércio representativo fez com que o Giovannini se tornasse uma das regiões mais populosas da cidade.

## Geografia e demografia

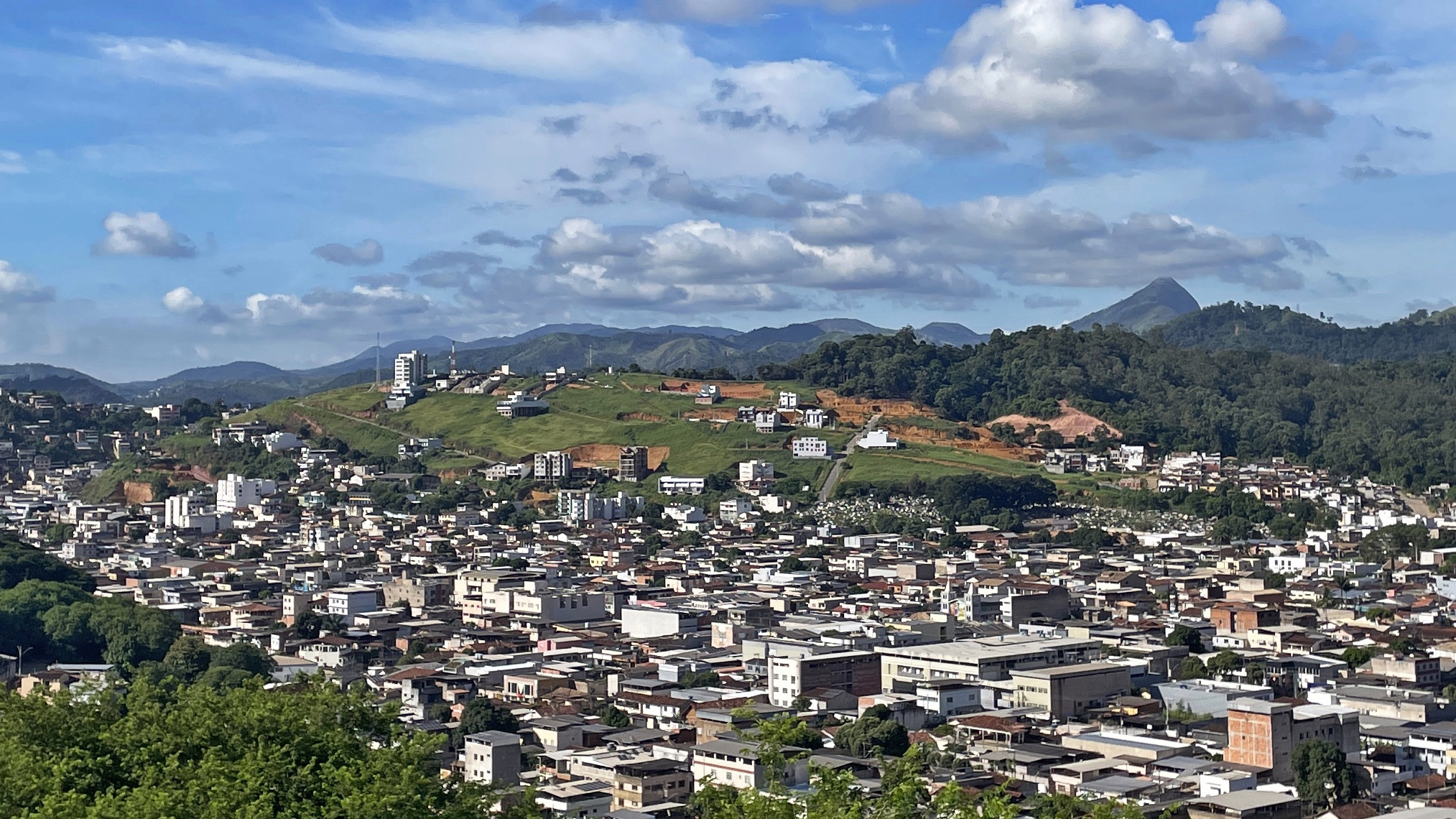
O Giovannini com o Alto Giovannini ao fundo, visto do bairro Nova Fabriciano.

O bairro Giovannini está localizado no centro da zona urbana de Coronel Fabriciano. A malha urbana da localidade é banhada pelo ribeirão Caladão, que corta a cidade e recebe sujeira e poluição originada de residências e pequenas indústrias, oficinas ou matadouros de suas margens, sendo que na época das chuvas são comuns enchentes nas áreas mais baixas do bairro.
Em 2022, a população foi estimada pelo Instituto Brasileiro de Geografia e Estatística (IBGE) em 2 759 habitantes e havia 1 104 domicílios particulares permanentes ocupados. Em 2010, havia 3 020 habitantes e 1 088 domicílios particulares. O vizinho Alto Giovannini se originou como uma extensão da ocupação original, porém é considerado como um bairro independente tanto pelo IBGE em 2010 como pelo sistema de geoprocessamento da administração municipal em 2020.
Apesar de seu interior constituir uma área predominantemente residencial e de estar situado entre o bairro Melo Viana e o Centro de Fabriciano, que são os principais núcleos comerciais do município, o Giovannini em si também concentra um considerável fluxo comercial, em especial às margens da Avenida Magalhães Pinto. A Igreja Bom Pastor representa a sede da comunidade católica local, subordinada à Paróquia Santo Antônio. Em relação a outros credos religiosos, o bairro abriga um templo das Testemunhas de Jeová e a sede da Igreja Adventista do Sétimo Dia.

## Infraestrutura

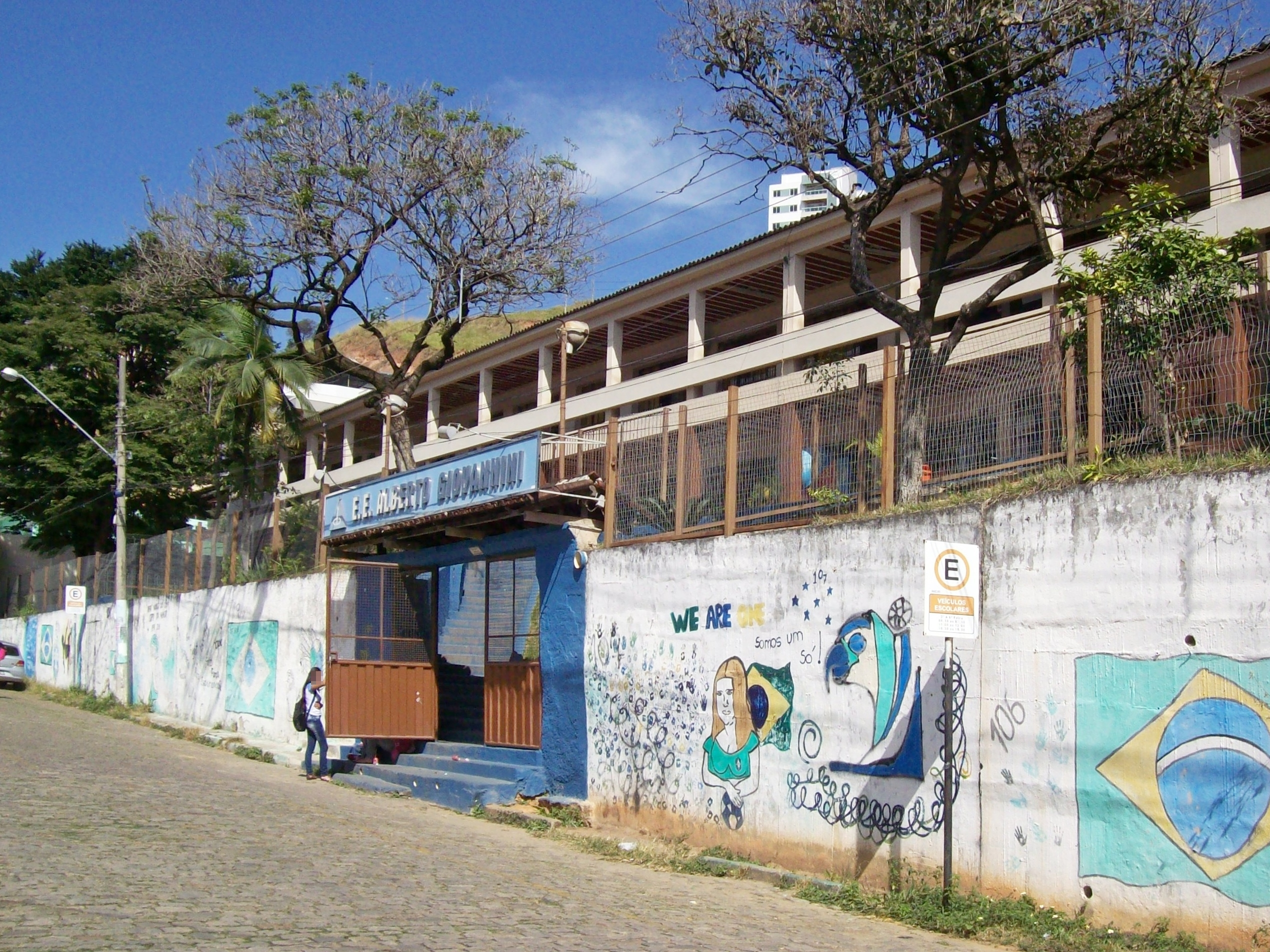
Fachada da EE Alberto Giovannini

Segundo dados da Secretaria Estadual de Educação (SEE) em 2013, são algumas das instituições de ensino localizadas no Giovannini: o Centro Pedagógico Sítio do Pica-pau, que é privado e fornece a educação infantil e as séries iniciais do ensino fundamental (até o 5º ano); a Escola Estadual Professor Francisco Letro, que oferece do 1º ao 5º ano do ensino fundamental; e a Escola Estadual Alberto Giovannini. Esta já se posicionou entre as escolas com melhor desempenho no Exame Nacional do Ensino Médio (ENEM) em Coronel Fabriciano. O serviço de abastecimento de água é feito pela Companhia de Saneamento de Minas Gerais (Copasa), enquanto que o abastecimento de energia elétrica é de responsabilidade da Companhia Energética de Minas Gerais (Cemig), sendo que 100% da população possui acesso à rede elétrica.
Há uma agência da Empresa Brasileira de Correios e Telégrafos, que está localizada na Avenida Magalhães Pinto. O primeiro terminal rodoviário da cidade localizava-se no Giovannini, porém este foi substituído por outro, no Centro de Fabriciano. A Magalhães Pinto liga o bairro à Avenida Presidente Tancredo de Almeida Neves e esta o conecta, posteriormente, às cidades vizinhas de Ipatinga e Timóteo. O Trevo Pastor Pimentel, que é o entroncamento das avenidas Magalhães Pinto e Tancredo Neves, também divide o Giovannini do Centro fabricianense. Há linhas de ônibus do transporte público municipal que atendem ao bairro, sendo que muitos dos trajetos que ligam a região central ao interior do distrito Senador Melo Viana utilizam a Avenida Magalhães Pinto para chegar aos seus destinos.

## Cultura
Dentre os principais marcos do bairro, destaca-se a Igreja Bom Pastor, cuja fachada apresenta um mosaico feito em cerâmica retratando a figura de Jesus com um rebanho de ovelhas. A igreja celebra anualmente, em maio, a Festa do Bom Pastor, com procissões, missas e espetáculos em homenagem ao padroeiro que dá nome à igreja. As escolas situadas na localidade também organizam eventos voltados à população, como campanhas de conscientização ambiental e palestras educativas. A Avenida Magalhães Pinto, por sua vez, concentra boa parte da vida noturna do município, com uma considerável presença de bares e restaurantes. Além disso, semanalmente é organizada a feira livre do bairro, que surgiu em meados da década de 70, inicialmente no Centro de Fabriciano. Posteriormente foi transferida para o bairro dos Professores e o Nazaré, até chegar ao Giovannini.